# 外海街道

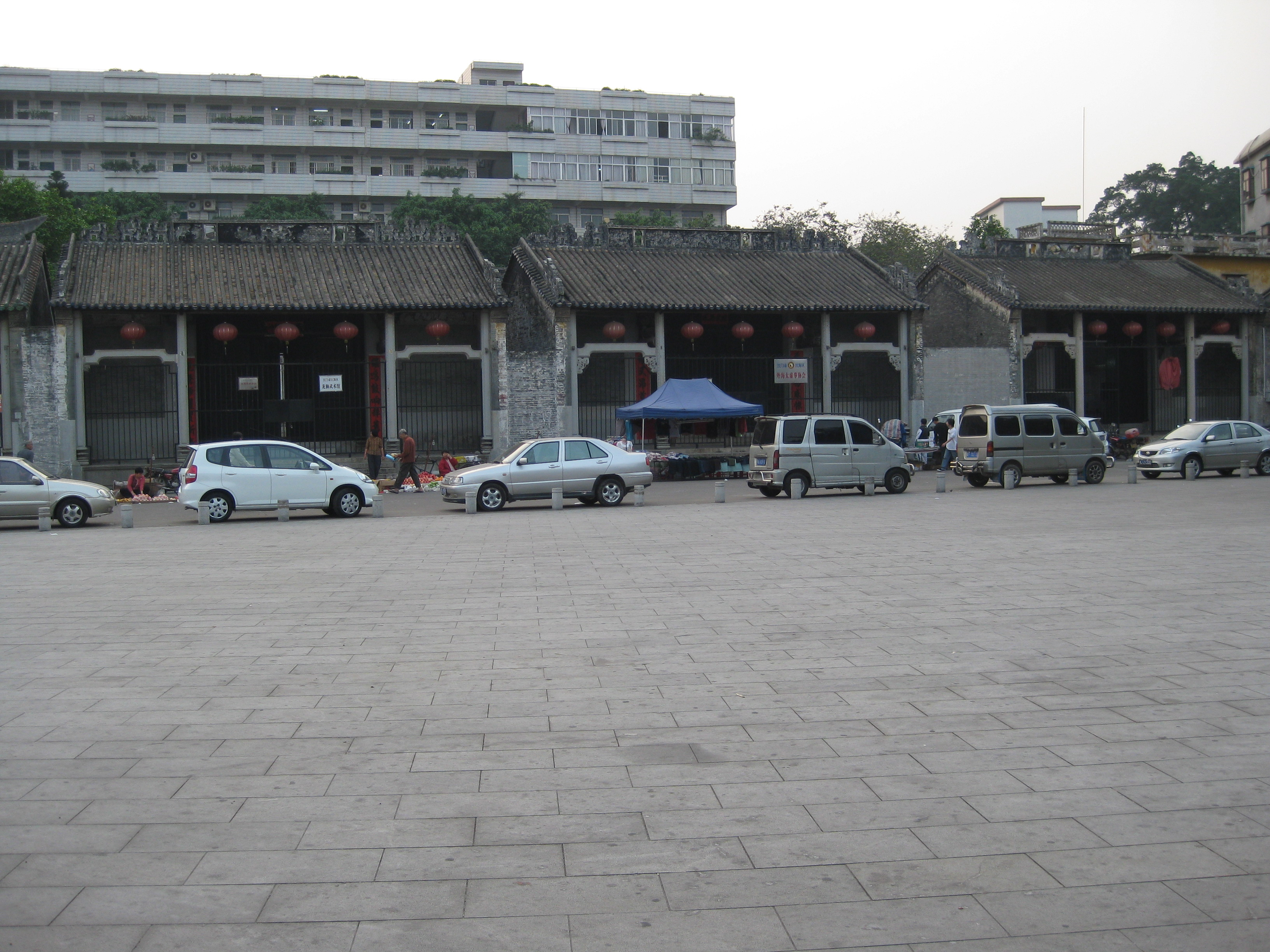
外海五大祠（右）

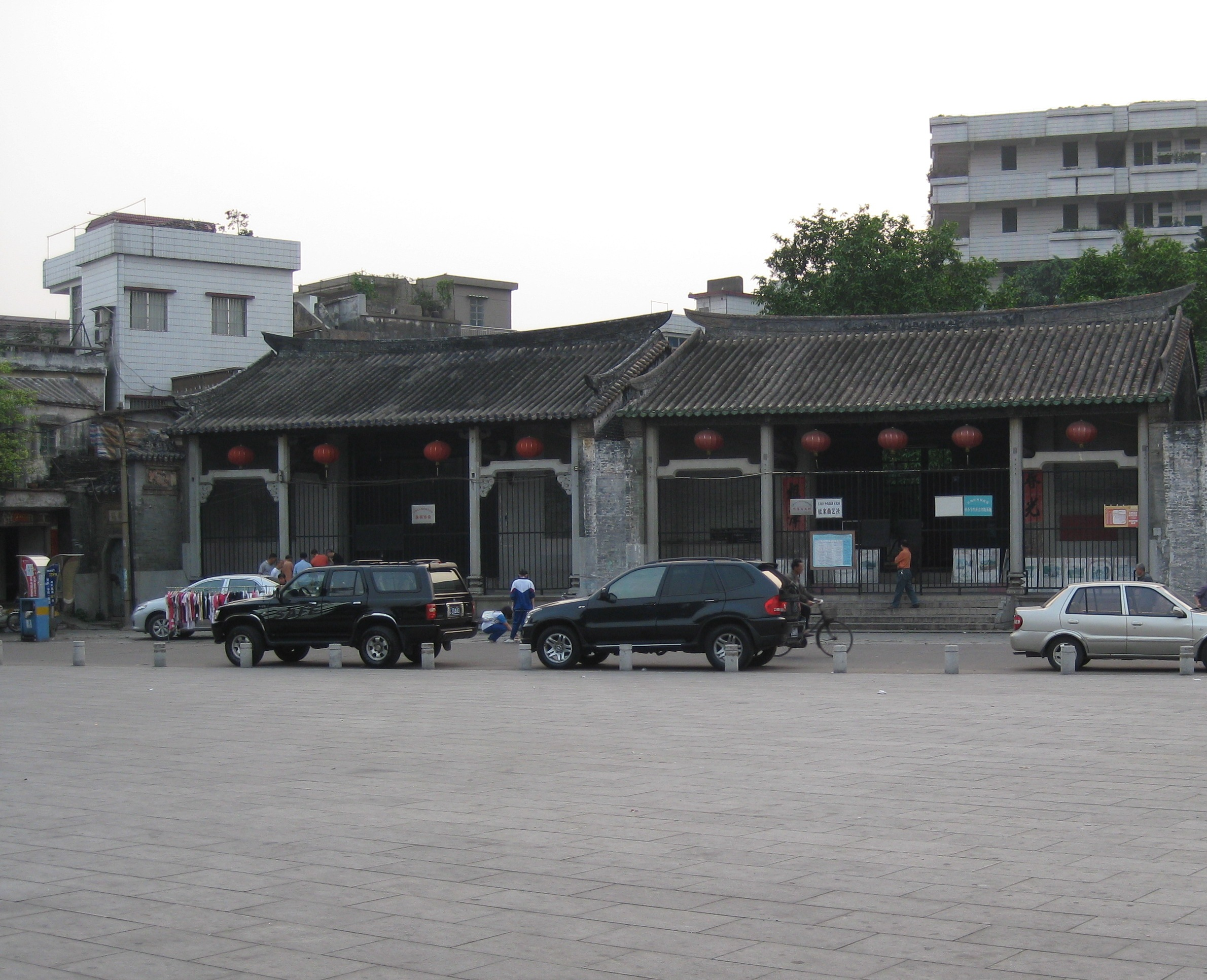
外海五大祠（左）

外海街道是中国廣東省江門市江海區下辖的一个街道，總面積47平方公里，人口4.5万。與市區潮連島隔岸相望。

## 行政区划
外海街道下辖以下村级行政区划单位
墟镇社区、金溪社区、石鹤利社区、四大社区、清兰社区、沙津横社区、银泉社区、麻一村、麻二村、麻三村、东升村、南山村、东南村、直冲村、东宁村、前进村、七东村、七西村和中东村。

## 方言
外海話，是外海的方言，以前又稱龍溪話。雖與江門話、新會話同屬四邑方言，但外海話與台山話、開平話、鶴山話相通，故外海話與新會話互相不能聽懂。